# Companhia de Maria Nossa Senhora
A  Companhia de Maria Nossa Senhora é uma ordem religiosa católica romana fundada por Joana de Lestonnac (1556-1640) na França em 1607, sendo a primeira ordem religiosa feminina para a educação da mulher. Os membros da Ordem usam as iniciais O.D.N. (Latim: Ordinis Dominae Nostrae) após seus nomes.

## Origem
De Lestonnac nasceu em 1556 em uma família proeminente de Bordeaux. Aos 17 anos, casou-se e teve oito filhos. Após 24 anos de casamento, ficou viúva e, depois de um breve período como freira cisterciense, decidiu fundar uma nova comunidade religiosa dedicada à educação, especialmente para meninas.
Em 1605, durante um surto de peste em Bordeaux, De Lestonnac cuidou dos doentes, contando com a ajuda de jovens mulheres interessadas em se juntar a ela. Nesse período, teve contato com a espiritualidade inaciana através de padres jesuítas. Em 1607, o Papa Paulo V aprovou a fundação da ordem religiosa voltada para a educação, seguindo o modelo beneditino, organizada como uma ordem fechada de freiras, com autonomia para cada mosteiro. A comunidade foi denominada Compagnie de Notre-Dame, sendo a primeira congregação feminina de ensino oficialmente aprovada na França.
Em 1º de maio de 1608, De Lestonnac e suas seguidoras adotaram o hábito religioso. No ano seguinte, receberam a aprovação do Rei Henrique IV, permitindo a expansão da ordem na França. Em 10 de dezembro de 1610, cinco membros fizeram seus votos religiosos, marcando a fundação da primeira escola para meninas em Bordeaux.
As casas da ordem frequentemente se estabeleciam em cidades com colégios jesuítas. Nos anos seguintes, foram fundadas casas em Béziers, Poitiers, Le Puy (1618), Périgueux (1620), Agen (1621), La Flèche e Riom (1622). Quando De Lestonnac faleceu em 1640, aos 84 anos, havia 30 mosteiros da ordem na França. Historicamente, também eram conhecidas como Les Filles de Notre-Dame e as Irmãs de Notre-Dame de Bordeaux.

## Desenvolvimento
Dez anos depois, em 1650, as Irmãs estabeleceram uma escola em Barcelona, sua primeira casa fora da França. Durante o século XVIII, a Ordem floresceu na Espanha e em seus domínios coloniais na América Latina. A primeira escola para mulheres nas Américas foi fundada em Bogotá, Colômbia. Durante a Revolução Francesa, as irmãs na França foram dispersas e algumas delas foram executadas. Um número de religiosas expatriadas estabeleceu novas fundações na Bélgica, nos Países Baixos, na Itália, no México e na Califórnia.
Em 1892, as Irmãs chegaram a Penzance e logo descobriram que, como uma ordem semiencerrada, não estavam realmente adequadas para o trabalho de ensino em uma escola paroquial. Com a bênção do Bispo, elas partiram para Londres em 1895.

## Renovação
Em 1920, 63 dos 90 mosteiros da Ordem votaram para abandonar a vida monástica e se unir em uma única congregação religiosa de Irmãs Ativas, seguindo a visão de sua fundadora. As Irmãs então mudaram seu nome de Ordem de Maria para Compagnie de Marie (Companhia de Maria), para complementar a Companhia de Jesus, como os jesuítas são chamados no espanhol de seu fundador, Inácio de Loyola. Elas receberam a aprovação do Papa Bento XV para essa mudança. No ano seguinte, uma Casa Geral para as casas unidas da companhia foi estabelecida em Roma. Após as mudanças no direito canônico que regem institutos religiosos resultantes do Concílio Vaticano II, os vários mosteiros independentes da Ordem se uniram à companhia.
A celebração da Festa da Apresentação de Maria (21 de novembro) é uma tradição específica da Compagnie de Marie, Nossa Senhora.

## Cenário atual
Atualmente, a Companhia de Maria conta com cerca de 1500 membros que atuam em mais de 400 instituições de ensino em 26 nações ao redor do mundo. Essas instituições abrangem desde creches até faculdades e hospitais. As Irmãs da Compagnie veem o trabalho na área de educação como envolvendo o desenvolvimento integral da pessoa, algo possível em diversos ambientes. Um grande número de leigos, tanto mulheres quanto homens, tornou-se parte do trabalho da Compagnie ao cumprir sua missão.
No Brasil, a ordem é mantenedora do Colégio da Companhia de Maria, existente no Rio de Janeiro e em São Paulo, presente há 70 anos no país.